# 佐倉はなつみ
佐倉 はなつみ（さくら はなつみ、1月16日 - ）は、日本のフリーの原画家、成人向け漫画家。女性。広島県呉市出身、北海道札幌市在住。血液型はO型。

## 人物
元々同人作家として活動していたが2007年から商業作品も手掛けている。美少女ものを描くきっかけとなったのは、『ときめきメモリアル』とPC・セガサターンのゲームの『下級生』をプレイしたことがきっかけであるとのこと。「はなつみ」と変わった名前になったのは、ネット上で「はな」と名乗る際に「その名前は既に使用されています」となるためで、自分の飼っている猫の名前をくっつけ、「はなつみ」となった。苗字は後に適当につけたとのこと。

## 作品リスト

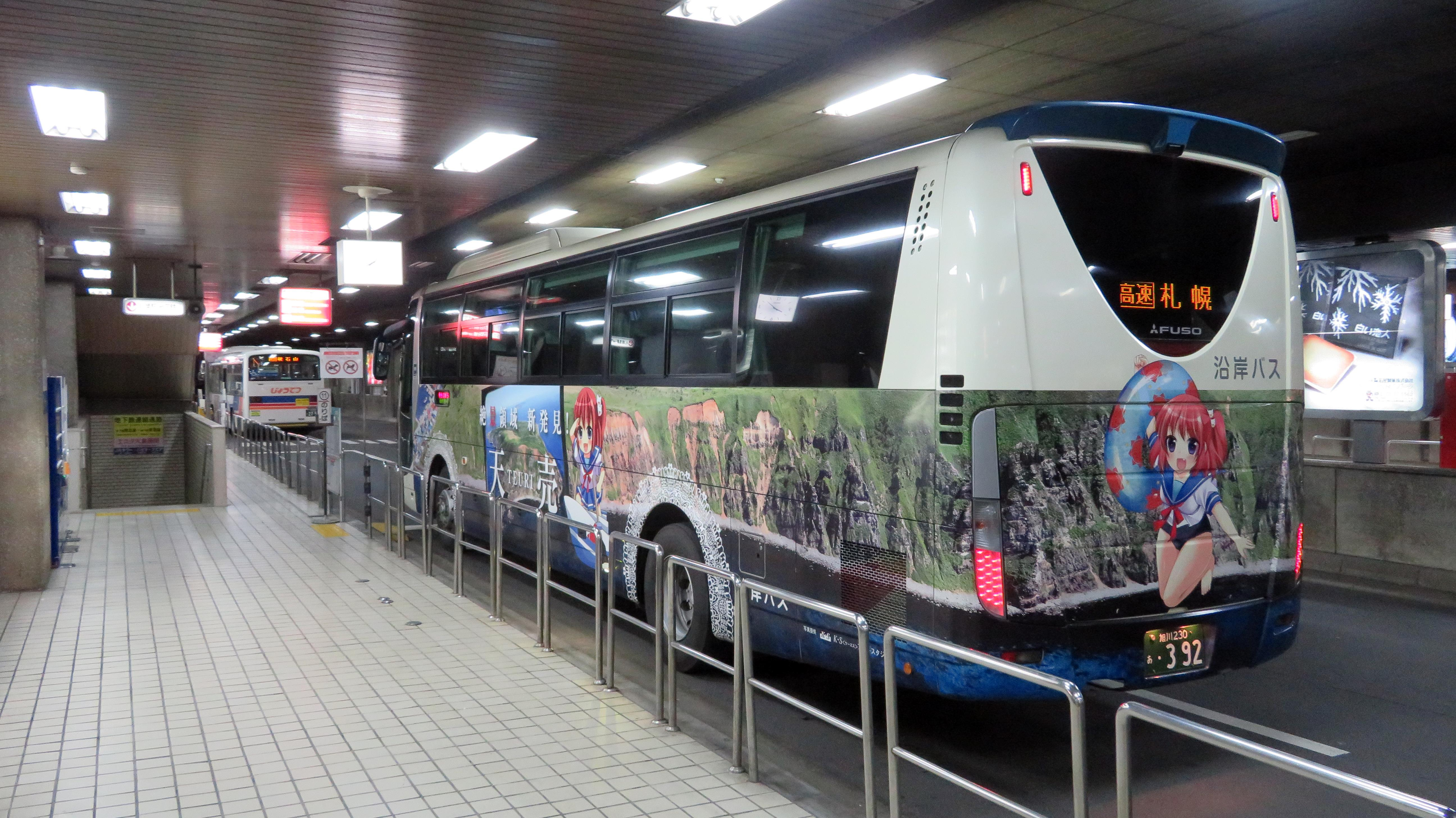
沿岸バスの車両にラッピングされたイラスト

### 一般向け漫画
- 『大奥のサクラ』 （2013年 - 2014年、原作：日日日、エンターブレイン『ファミ通コミッククリア』連載、コミカライズ作品、全2巻）
- 『着ぐるみ最強魔術士の隠遁生活』 （2014年 - 2015年、原作：はまだ語録、宝島社『このマンガがすごい!WEB』連載、コミカライズ作品 全5話、未単行本化）
- 『エルフ姫、堕落する』 （2015年 - 2017年、eBookJapan『みんなのコミック』連載、電子書籍、全3巻）

### 成年向け漫画
1. 『あまこい!』 （2010年12月発売、富士美出版〈富士美コミックス〉、ISBN 978-4-89421-996-0）
2. 『処女×H』 （2013年5月23日発売[6]、マックス〈ポプリコミックス〉、ISBN 978-4-86379-091-9）
3. 『募る想いクロニクル』 （2021年5月発売、楽楽出版〈RK COMICS CYBERIA SERIES〉、ISBN 978-4-86704-463-6）

### 原画
（カッコ内）は発売年とブランド名。
- 『新世紀いじってプリンセス 〜もう!またそんなとこまで〜』 （2007年、ビタミン）
- 『新世紀いじってプリンセスNEXT 〜鬼（なまいき）姫ビィ登場!〜』 （2008年、ビタミン）
- 『死神ミルク 〜ドジっ娘巨乳死神とエロイチャ母乳生活☆〜』 （2008年、Norn）
- 『新世紀いじってプリンセスNEXT2 〜くの一カスミ参上!〜』 （2008年、ビタミン）
- 『新世紀いじってプリンセスNEXT3 〜魔族姫ラビス降臨!〜』 （2008年、ビタミン）
- 『押しかけ妻は犬耳巨乳少女!? 〜子宮にい〜っぱい精液かけて孕ませてください!〜』 （2009年、Norn）
- 『新世紀いじってプリンセスNEXT4』 （2009年、ビタミン）
- 『麗しの君～胸躍るは俺のために～』 （2011年、FLAP）

### その他
- 萌えっ子フリーきっぷ （沿岸バス・一般向け）
- 空知鉄道キャラクター「北村みなみ」（庭園鉄道・一般向け）